# Mare de Déu de Bellulla
La Mare de Déu de Bellulla o Verge de Bellulla és una talla, antigament ubicada al Santuari de la Mare de Déu de Bellulla (Canovelles), que fou objecte de veneració entre els segles XIII i XX.
El culte a la Verge de Bellulla abastava tota la comarca i es creu que era protectora de la vista. La llegenda més estesa explica com una pastora canovellina del començament del segle xiii va localitzar al turó on més tard s'aixecaria el santuari (a l'actual serra de Bellulla i, particularment, a Can Recolons) un pou amb una cova amb la imatge d'una Verge, més tard dita de Bellulla.
L'any 1279 ja existia una capella per a guardar la imatge, que ha arribat fins als nostres dies amb moltes reformes.
Sembla que la talla de Bellulla no va ser sempre la mateixa. Les nombroses visites pastorals parlen de talles amb mides diferents. Segurament la primera talla d'època medieval, en estil romànic o gòtic, fou de fusta policromada. La talla que va arribar al segle xx era d'aram daurat esmaltat, amb unes mides de 14 per 7 centímetres. Es tractava, per tant, d'una talla petita. La Mare de Déu apareixia entronitzada sostenint a la falda el nen Jesús, que duia llibre. La Verge, amb la mà dreta, sostenia un ull. Els dos ulls del rostre de la talla eren de perles de colors diferents. Tot plegat reforça les tesis que presenten la Mare de Déu de Bellulla com a advocada de la vista.
La talla fou venuda amb la resta de béns del santuari després de la desamortització de 1835, que exclaustrà els frares dominics que des de 1611 havien custodiat la casa. L'any 1872 fou recuperada per l'església parroquial de Sant Feliu de Canovelles, on es quedà fins al 1936 on, amb l'esclat de la Guerra civil espanyola, es va perdre. Actualment es venera una còpia d'aquesta imatge i es continuen cantant els Goigs que diuen a l'última estrofa: "Per les vostres meravelles / Canovelles / la vostra imatge venera / i sempre de Vós espera / coses belles / demanant amb fe sincera / obtingueu la vista fina / a qui s'inclina / i vostre favor implora, / de Bellulla gran Senyora".